# Qurbançı
Qurbançı är en ort i Azerbajdzjan.   Den ligger i distriktet Qobustan Rayonu, i den östra delen av landet, 80 km väster om huvudstaden Baku. Qurbançı ligger 979 meter över havet och antalet invånare är 694.
Terrängen runt Qurbançı är huvudsakligen lite kuperad. Qurbançı ligger uppe på en höjd. Närmaste större samhälle är Qobustan, 4,7 km sydväst om Qurbançı. 
Omgivningarna runt Qurbançı är i huvudsak ett öppet busklandskap. Runt Qurbançı är det ganska glesbefolkat, med 31 invånare per kvadratkilometer.